# Џо Фрејл
Џо Фрејл (енгл. Joe Frail; 29. март 1869 — 4. септембар 1939) је био енглески фудбалер који је живео традиционалним ромским начином живота. Играо је као голман за Порт Вејл, Дарби Каунти, Мидлсбро, Лутон Таун, Брентфорд и Стокпорт каунти.

## Биографија
Рођен је 29. марта 1869. у Бурслему. Фудбалском клубу Порт Вејл се придружио на јесен 1891. године. Дебитовао је у пријатељској утакмици против Линколн ситија 14. новембра 1891, коју је Вејл изгубио са 2—0. Изабран је за голмана септембра 1892. и успешно је одбранио деветнаест од двадесет клупских утакмица Друге дивизије 1892—93. Године 1896. прелази у Дарби Каунти, 1900. у Мидлсбро, 1902. у Лутон Таун, 1903. у Брентфорд, 1904. поново игра за Мидлсбро и 1905. се придружује Стокпорт каунти. Преминуо је 4. септембра 1939. у Стоуку на Тренту.

## Статистика
| Клуб            | Сезона  | Дивизија       | Лига    | Лига   | ФА куп  | ФА куп | Укупно  | Укупно |
| Клуб            | Сезона  | Дивизија       | Наступи | Голови | Наступи | Голови | Наступи | Голови |
| --------------- | ------- | -------------- | ------- | ------ | ------- | ------ | ------- | ------ |
| Порт Вејл       | 1892—93 | Друга дивизија | 19      | 0      | 1       | 0      | 20      | 0      |
| Порт Вејл       | 1893—94 | Друга дивизија | 10      | 0      | 1       | 0      | 11      | 0      |
| Порт Вејл       | Укупно  | Укупно         | 29      | 0      | 2       | 0      | 31      | 0      |
| Дарби Каунти    | 1897–98 | Чемпионшип     | 10      | 0      | 0       | 0      | 10      | 0      |
| Мидлсбро        | 1900—01 | Друга дивизија | 30      | 0      | 9       | 0      | 39      | 0      |
| Мидлсбро        | 1901—02 | Друга дивизија | 32      | 0      | 2       | 0      | 34      | 0      |
| Мидлсбро        | Укупно  | Укупно         | 62      | 0      | 11      | 0      | 73      | 0      |
| Брентфорд       | 1903—04 | Јужна лига     | 10      | 0      | 5       | 0      | 15      | 0      |
| Мидлсбро        | 1904—05 | Прва дивизија  | 1       | 0      | 0       | 0      | 1       | 0      |
| Стокпорт каунти | 1905—06 | Друга дивизија | 7       | 0      | 2       | 0      | 9       | 0      |